# Johann Ludwig Andreae
Johann Ludwig Andreae auch Johann Ludwig Andreä (* 1669 in Meßstetten; † Ende Juni, bestattet am 1. Juli 1725 in Esslingen) war ein württembergischer evangelischer Pfarrer, Kartograph, Globenbauer und Buchautor.

## Leben

### Familie
Andreae war der Sohn des evangelischen Pfarrers Johann Ludwig Andreae (1640–1691). Aus der am 27. November 1693 mit Anna Rosina Spielbuehler geschlossenen Ehe entstammten der Sohn und spätere Mathematiker und Globenbauer Johann Philipp Andreae (1699–1760) und eine 1716 geborene Tochter.

### Studium und Pfarrdienst
Andreae wurde am 3. April 1684 an der Universität Tübingen immatrikuliert, 1685 Stipendiat am Tübinger Stift, erhielt am 13. Mai 1685 den Bakkalaureus- und am 28. März 1688 den Magistergrad. Danach war er von 1692 bis 1694 Feldprediger bei der Garde zu Pferd in Stuttgart. 1694 trat er die Pfarrstelle in Hausen an der Lauchert an und von 1710 bis 1711 war er – nur noch kurz – Pfarrer in Dürrwangen. Da er in den Mordkomplott gegen Friedrich Wilhelm von Hohenzollern-Hechingen (1663–1735) verwickelt war, musste er Württemberg verlassen. Deswegen hielt sich zunächst in der freien Reichsstadt Esslingen auf. Von 1714 bis März 1718 lebte er in Nürnberg, wo er sich als Globenbauer betätigte. Anschließend kehrte er nach Esslingen zurück, wo er die letzten sieben Jahre seines Lebens  verbrachte.

## Globenbauer
Es wird angenommen, dass sein erster Globus 1711 in Esslingen und ab 1715/16 weitere in Nürnberg erschienen und Andreae mit dem Rektor Samuel Faber (1657–1716) zusammenarbeitete. Bei der Ausführung von Himmelsgloben verwandte er die berechneten Sternenpositionen von Marco Vincenzo Coronelli (1650–1718). Andrea soll Globen von 5½, 10, 12, 10, 18 ½ und 19 Zoll Durchmesser gefertigt haben.

### Abbildungen von Globen
- 1718: Sphaera Recta,[6]
- 1718: Sphaera Paraleela[6]
- 1718: Sphaera Obliqua[6]

Ein identisches Globenpaar befindet sich im Sitzungssaal der Friedrich-Alexander-Universität Erlangen-Nürnberg.

### Globen in Sammlungen
München (1715 und 1717), Regensburg (1716), Kremsmünster (1716), Gotha (1716 und 1718) und Frankfurt (1717).

### Globen mit Samuel Faber
- um 1715 in Nürnberg: Ein Paar 18 ½-Zoll-Globen,

Vir pl. Rev. M. Joh. Lud. Andreae In consilium adhibitis PLL. AUTT. Rationibus et observationibus Summa industria ingenio pari superatis difficultatibus imensis, Tandem capiti Globorum Affecto felicem fecit mich dicinam ideo ang religioso Virum OptiNum defraudare testimonio debebit et Rationum et laborum Conscius Samuel Faber Rektor Gymn Noribergae. Dabei ist zu unterstellen, dass Samuel Faber ihn wissenschaftlich unterstützte und nicht an der Fertigung beteiligt war.

## Himmelskarten
- 1724: Ein Paar Himmelskarten auf einer Kegelprojektion. [North äquatorialen Pol zum Äquator MIT], Coniglobium hoc geminu ad Catalogum Fixaru celeberrimoru genaue delineavit Astrophilisq. primu in hac forma usui dedit. M. Johannes Ludovicus Andrae. Historische Wurtembergensis Ao. 1724 [South Pol zum Äquator äquatorialen].[11]

## Veröffentlichungen
- 1718: Mathematische und historische Beschreibung des gantzen Welt-Gebäudes zum nutzlichen Gebrauch zweyer auf eine neue Art verfertigten Himmels- und Erd-Kugeln. Erneuerter und vermehrter zweyfacher Stern=Kegel, Nürnberg: Paul Lochner 1718 (online: Echo – Cultural Heritage, abgerufen am 19. Juli 2014).
- 1724: Coniglobium astronomicum geminatum denuo repertum et adauctum: d.i. Erneuerter und vermehrter zweyfacher Stern-Kegel der Himmelskugel. Esslingen 1724 (online: Digitale Sammlungen, abgerufen am 19. Mai 2014).
  - 1714: erschien die Erstausgabe.